# Аутостоперски водич кроз галаксију (филм)
Аутостоперски водич кроз галаксију (енгл. The Hitchhiker's Guide to the Galaxy) је научнофантастични хумористички филм из 2005. године, режисера Гарта Џенингса, заснован на претходним делима из истоимене медијске франшизе коју је креирао Даглас Адамс. Улоге тумаче Мартин Фриман, Сем Роквел, Мос Деф, Зои Дешанел, Бил Нај, Ана Чанселор и Џон Малкович, док гласове позајмљују Стивен Фрај, Хелен Мирен, Томас Ленон, Ричард Грифитс, Ијан Макнис, Бил Бејли и Алан Рикман. Адамс је написао сценарио заједно са Керијем Киркпатриком, али је умро 2001. године, пре него што је продукција започела; филм је посвећен Адамсу. Добио је позитивне критике критичара и зарадио је преко 100 милиона долара широм света.

## Радња
Једног четвртка ујутру, Артур Дент открива да се спремају да сруше његову кућу да би се направио пут за обилазницу. Покушава да заустави булдожере лежећи испред њих. Форд Префект, Артуров пријатељ, убеђује га да оде са њим у паб. Уз неколико кригли пива, Форд објашњава да је ванземаљац са планете у близини Бетелгеза и новинар који ради на Аутостоперском водичу кроз галаксију. Форд упозорава да ће Земљу касније тог дана уништити ванземаљска раса Вогона, како би направили места за хиперсвемирску обилазницу.
Док флота Вогона стиже у орбиту да уништи Земљу, Форд спасава Артура тако што их пребаци један од вогонских бродова. Њих двојица убрзо бивају откривени и избачени из ваздушне коморе, али их покупи звездани брод Златно срце. У њему проналазе Фордовог „полурођака” Запхода Библброкса, новоизабраног председника галаксије. Он је украо брод заједно са Тришом „Трилијан” Макмилан, женом са Земље коју је Артур раније упознао, и андроидом Марвином, роботом са клиничком депресијом.
Запход жели да пронађе крајње питање живота, васељене и свега осталог како би нашао смисао разочаравајућег одговора који је дао суперкомпјутер Дубока Мисао: „42”. Он верује да одговор лежи на планети Магратеа, којој се може приступити само коришћењем погона бесконачне невероватноће Златног срца.
У покушају да дођу тамо стижу у Вилтводл VI, где живи Запходов противник, Хама Кавула. Кавула нуди координате за Магратеу, заузврат тражећи да Запход поврати Пиштољ тачка гледишта, који је креирала Дубока Мисао, који чини да свако кога погоди привремено види ствари из перспективе стрелца. Трилијан заробљавају Вогони, а Артур, Форд и Запход започињу акцију спасавања на матичном свету Вогона. Пре спасавања, Трилијан сазнаје да је Запход потписао наређење за уништење Земље, мислећи да је Вогон са формуларом за дозволу само желео његов аутограм.
Група бежи од Вогона, а прате их галактичка потпредседница Квестулар Ронток и Вогони. Стижу на Магратеу, али активирају њене аутоматизоване одбрамбене ракетне системе. Артур поново активира погон невероватноће да трансформише пројектиле у саксију петунија и кита уљешуру, омогућавајући им да безбедно слете на планету. Запход, Форд и Трилијан улазе у портал да би стигли до Дубоке Мисли, али Артур и Марвин остају заглављени испред портала. Од Дубоке Мисли сазнају да су, након што је дошла до одговора „42”, њени креатори је натерали да дизајнира још један суперкомпјутер да пронађе питање, а то је била Земља. Налазе Пиштољ тачке гледишта, а Трилијан га користи на Запходу да му покаже своју огорченост због његовог случајног уништења Земље. Потом их заробљавају непознати ентитети.
У међувремену, на Магратеи, Артура упознаје Слартибартфаста, једног од градитеља планета. Слартибартфаст води Артура у џепну димензију унутар планете где показује да је нова верзија Земље близу завршетка. Слартибартфаст води Артура у његов обновљени дом, а унутра налази остале како уживају у гозби коју пружају пан-димензионална бића која су наручила Артурову оригиналну Земљу и која подсећају на мишеве. Са Артуром, који је био на Земљи до њених последњих минута, мишеви сматрају да могу да открију крајње питање уклањањем његовог мозга. Артур успева да побегне и згњечи мишеве под чајником.
Изненада, Квестулар и Вогони долазе испред куће и отварају ватру. Група се склања у караван, али Марвин, остављен сам, користи Пиштољ тачке гледишта да би читаву војску Вогона учинио превише депресивном да би наставила борбу. Вогони су одведени, док се Запход мири са Квестулар. Артур одлучује да истражи галаксију са Фордом и Трилијан, дозвољавајући Слартибартфасту да финализује нову Земљу без њега. Екипа Златног срца одлучује да посети Ресторан на крају васељене.

## Улоге
| Глумац             | Улога                |
| ------------------ | -------------------- |
| Сем Роквел         | Запход Библброкс     |
| Мос Деф            | Форд Префект         |
| Зои Дешанел        | Трилијан             |
| Мартин Фриман      | Артур Дент           |
| Бил Нај            | Слартибартфаст       |
| Ворвик Дејвис      | Марвин               |
| Алан Рикман (глас) | Марвин               |
| Ана Чанселор       | Квестулар            |
| Хелен Мирен        | Дубока Мисао (глас)  |
| Стивен Фрај        | наратор              |
| Џон Малкович       | Хама Кавула          |
| Бил Бејли          | кит (глас)           |
| Ијан Макнис        | Квалц (глас)         |
| Ричард Грифитс     | Џелц (глас)          |
| Томас Ленон        | компјутер Еди (глас) |